# Мастер (Іран)
Мастер (перс. ماستر) — село в Ірані, у дегестані Тальх-Аб, у бахші Хенеджін, шагрестані Фараган остану Марказі. За даними перепису 2006 року, його населення становило 675 осіб, що проживали у складі 212 сімей.

## Клімат
Середня річна температура становить 11,28 °C, середня максимальна – 30,89 °C, а середня мінімальна – -11,17 °C. Середня річна кількість опадів – 249 мм.
| Клімат поселення                              | Клімат поселення | Клімат поселення | Клімат поселення | Клімат поселення | Клімат поселення | Клімат поселення | Клімат поселення | Клімат поселення | Клімат поселення | Клімат поселення | Клімат поселення | Клімат поселення | Клімат поселення |
| Показник                                      | Січ.             | Лют.             | Бер.             | Квіт.            | Трав.            | Черв.            | Лип.             | Серп.            | Вер.             | Жовт.            | Лист.            | Груд.            |                  |
| Середній максимум, °C                         | 6,37             | 7,96             | 12,84            | 18,51            | 23,34            | 29,60            | 30,89            | 29,82            | 25,66            | 19,62            | 12,58            | 7,24             |                  |
| Середня температура, °C                       | −2,4             | −0,82            | 4,07             | 9,73             | 14,57            | 20,82            | 24,80            | 23,75            | 19,58            | 13,55            | 6,51             | 1,16             |                  |
| Середній мінімум, °C                          | −11,17           | −9,58            | −4,71            | 0,95             | 5,79             | 12,04            | 18,74            | 17,68            | 13,50            | 7,46             | 0,44             | −4,92            |                  |
| Норма опадів, мм                              | 34               | 34               | 46               | 35               | 31               | 5                | 1                | 1                | 0                | 9                | 21               | 32               |                  |
| Середньомісячна швидкість вітру, м/с          | 1.40             | 1.89             | 3.03             | 2.94             | 2.55             | 2.46             | 2.32             | 2.26             | 2.16             | 2.03             | 1.74             | 1.57             |                  |
| Середньомісячна сонячна радіація, кДж/м²·день | 9127             | 12201            | 14718            | 18218            | 22206            | 26659            | 26007            | 23963            | 20824            | 15379            | 10891            | 8842             |                  |
| --------------------------------------------- | ---------------- | ---------------- | ---------------- | ---------------- | ---------------- | ---------------- | ---------------- | ---------------- | ---------------- | ---------------- | ---------------- | ---------------- | ---------------- |
| Джерело:                                      |                  |                  |                  |                  |                  |                  |                  |                  |                  |                  |                  |                  |                  |